# دنيس بيدوت
دنيس ماري بيدوت (ولدت في 13 يونيو 1986) هي عارضة أزياء أمريكية.

## النشأة
وُلدت دنيس في 13 يونيو 1986 في ميامي، فلوريدا. والدتها من أصول بورتوريكية بينما والدها من أصول كويتية. كانت والدة دنيس فائزة في مسابقة جمال وكانت تطمح لأن تصبح عارضة أزياء محترفة، لكنها واجهت صعوبة في النجاح في هذا المجال بسبب فشلها في إنقاص الوزن. بدأت دنيس التمثيل في سن 12 عامًا، ثم سافرت إلى كاليفورنيا في سن 18 لمتابعة مسيرتها في التمثيل. واجهت التحديات نفسها التي واجهتها وال دتها حيث طُلب منها إنقاص وزنها من أجل النجاح في التمثيل. بعد أن تخلت عن التمثيل، قررت دنيس العمل خلف الكواليس كخبيرة تجميل.

## المسيرة المهنية
أثناء عملها كخبيرة تجميل، اكتشفها مصور وعرض عليها الدخول في مجال عرض الأزياء، فوافقت. في عام 2014، أصبحت دنيس تسير على منصة العرض لعلامتين تجاريتين خلال أسبوع الموضة في نيويورك. عملت دنيس مع عملاء مثل نوردستروم، فوريفر 21، تارجت، أولد نيفي، لاين بريانت، ليفايز، ميسيز. كما ظهرت في العديد من البرامج التلفزيونية بما في ذلك برنامج "الفتيات المنحنية" على قناة "نوفو تي في"، وبرنامج "نساء" على قناة "إتش بي أو"، والمسلسل الشبكي "ماما ضد ماما" على "نسخة ياهو!". كما شاركت في فقرات ضمن برنامج "تايرا بانكس" وبرنامج "ذا ريل". في عام 2016، أطلقت دنيس حركة أسلوب حياة بعنوان "لا توجد طريقة خاطئة لتكوني امرأة". وكانت إحدى العارضات المشاركات في الفيلم الوثائقي "مستقيم/منحني" عام 2016. في ديسمبر 2016، انتشرت صورة لها بسرعة وهي ترتدي بدلة سباحة قطعتين في حملة إعلانية لمجموعة المنتجعات الجديدة من "لاين بريانت"، حيث أُبقيت الصورة دون تعديل لتُظهر علامات التمدد على جسدها. في عام 2018، انضمت دنيس إلى لجنة التحكيم الرئيسية في مسابقة الجمال الواقعية "نويسترا بيليزا لاتينا" على قناة "يونيفيجن".

## الحياة الشخصية
لدى دنيس ابنة تدعى جوسلين آدامز وُلدت عام 2008 من صديق طفولتها جوشوا آدامز.
بدأت دنيس بمواعدة مغني الراب والمنتج ليل وين في يونيو 2020. انفصلا في نوفمبر من نفس العام بعد أن لاحظت دنيس دعمه للرئيس الأمريكي السابق دونالد ترامب، ثم عادا للارتباط بعد ذلك بفترة قصيرة، قبل أن ينفصلا مجددًا في أوائل عام 2022. في 12 مايو 2025، اتهمت دنيس ليل وين بالإساءة اللفظية والعاطفية، وذكرت أن انفصالهما وقع في 9 مايو 2025 خلال احتفال بعيد الأم، حيث قام بطردها هي وابنتها من منزله.